# Bakuny (sielsowiet Wielkie Sioło)
Bakuny (biał. Бакуны; ros. Бакуны) – wieś na Białorusi, w obwodzie brzeskim, w rejonie prużańskim, w sielsowiecie Wielkie Sioło, przy Parku Narodowym „Puszcza Białowieska”.
Dawniej wieś i majątek ziemski. W dwudziestoleciu międzywojennym leżały w Polsce, w województwie poleskim, w powiecie prużańskim. 